# Kasholmsskansen

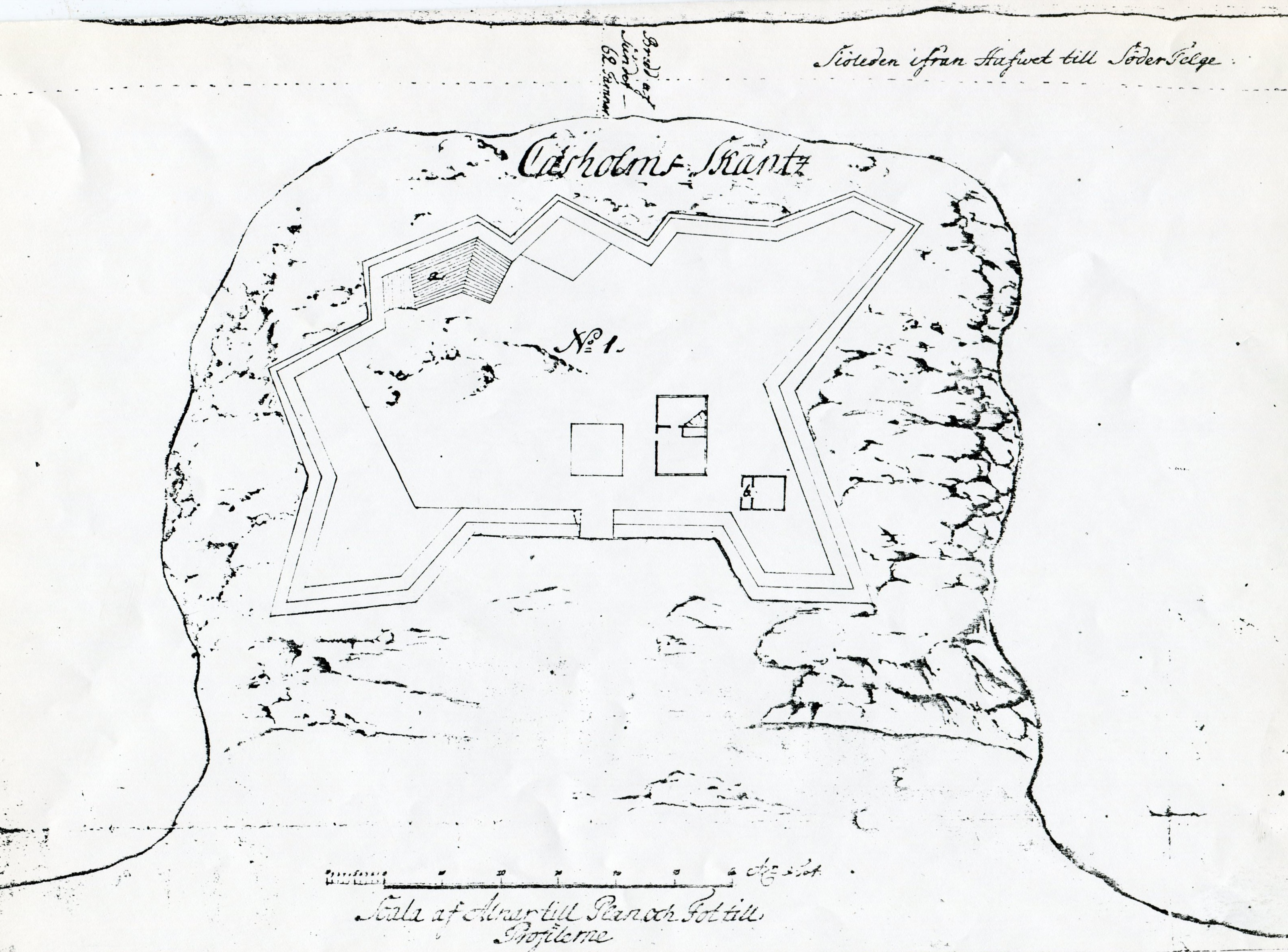
Ritning över Kasholmsskansen 1743, norr är åt höger.

Kasholmsskansen (äldre stavning Casholms skantz) är en skans från 1600-talet öster om Pålsundet mellan Mörkö socken och Hölö socken i nuvarande Södertälje kommun. Skansen byggdes 1623 och togs ur bruk 1757. 
Kasholmsskansen var en av fyra skansar i gruppen Hörningsholms skansar, efter Hörningsholms slott. De tre övriga var Hölö skans (mitt emot Kasholmsskansen) samt Nässkansen och Furuholmsskansen på ömse sidor om Skanssundet. Dessa fyra försvarade den viktiga farleden till Södertälje.

## Bakgrund

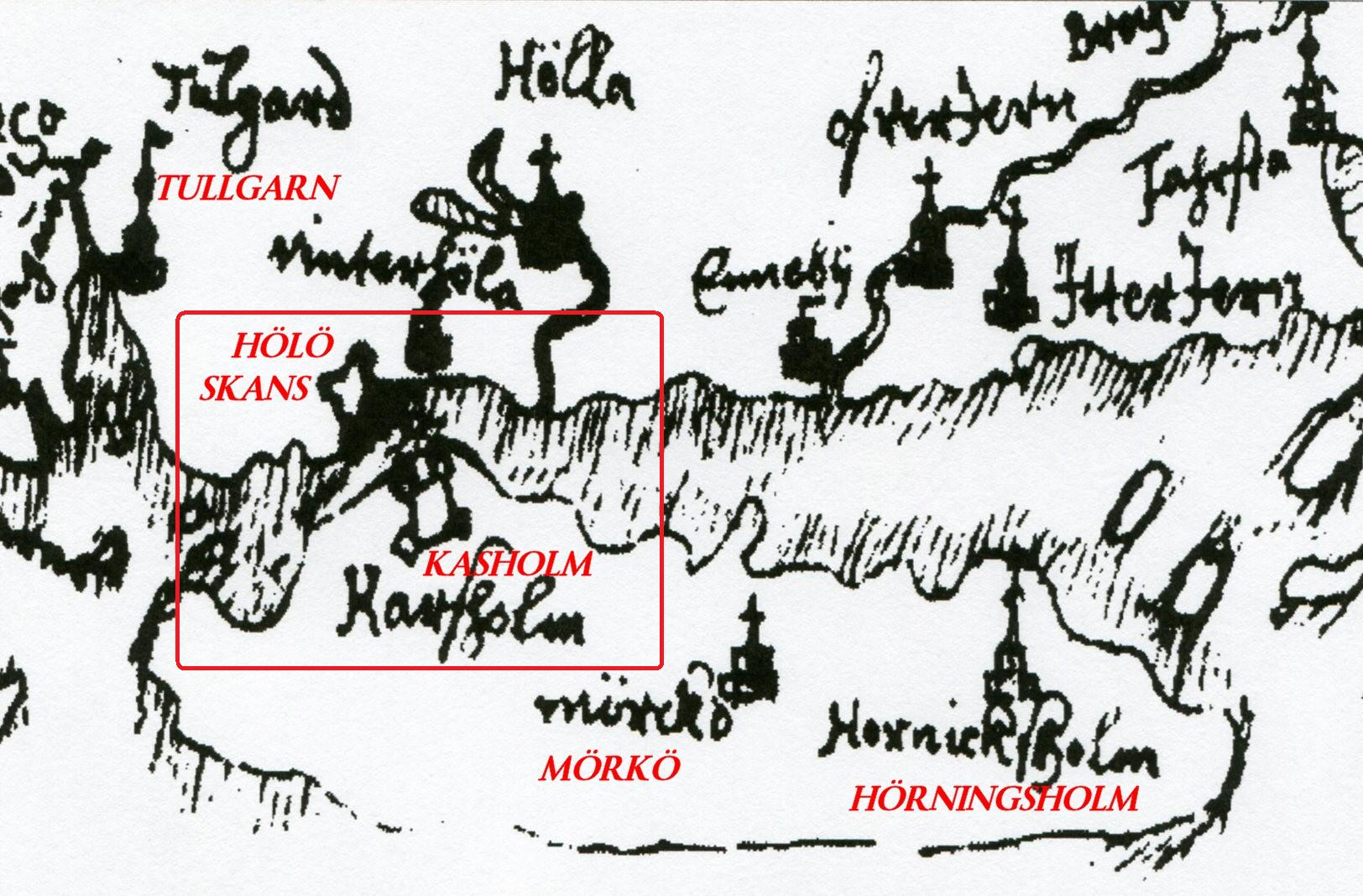
Hölö och Kasholmens skansar på "ryska kartan" från 1650-talet. Norr är åt höger.

Fram till början av 1600-talet var båda farlederna in mot Södertälje (öster och väster om Mörkö) obefästa.  Först under Gustav II Adolf togs de första initiativen till ett fast försvar i området kring Hörningsholm. Anledningen var rykten att Sigismund av Polen 1623 drog samman en här vid Danzig för ett anfall mot Sverige. I all hast iståndsattes försvarsanordningar i Stockholms skärgård och fyra skansar uppfördes; Nässkansen, Furuholmsskansen, Kasholmsskansen och Hölö skans till skydd och försvar av farleden mot Södertälje. Ritningar upprättades på uppdrag av Axel Oxenstierna och arbetsstyrkan och bemanningen kom från Södermanlands regemente.
Under rysshärjningarnas år 1719 bemannades Hörningsholmsskansarna av svensk trupp. Men truppens försvarsvilja var inte särskilt stor: hvilka likväl, avmarscherade dagen före fiendens ankomst. Befolkningen på Mörkö flydde sedan de avmarscherande trupperna lär ha sagt: nu slipper ni oss; men snart kommer andra som gör er mer ondt. Södertälje och kustbygderna däromkring brändes och härjades sedan av ryssarna, bland annat förstördes Hörningsholms slott. Men skadan kunde ha blivit ännu större om ryssarna hade fortsatt in i Mälaren där det var fritt fram att bränna och skövla oersättliga slott och herrgårdar.
Av citaten framgår att förhållanden mellan ortsbefolkning och trupp vid skansarna var spända. Ofta användes lokala bönder som billig arbetskraft vid bygge och iståndsättning av skansarna. Efter fredsslutet med Ryssland 1721 upphörde befästningsarbetena "för att bönderna ej längre skall betungas". Vid 1700-talets mitt fanns förslag att bygga en helt ny befästningsanläggning närmare Södertälje, men planen genomfördes aldrig och istället upprustades skansarna vid Hörningsholm på nytt. Av alla fyra skansar avvecklades Nässkansen först 1927.

## Kasholmsskansen

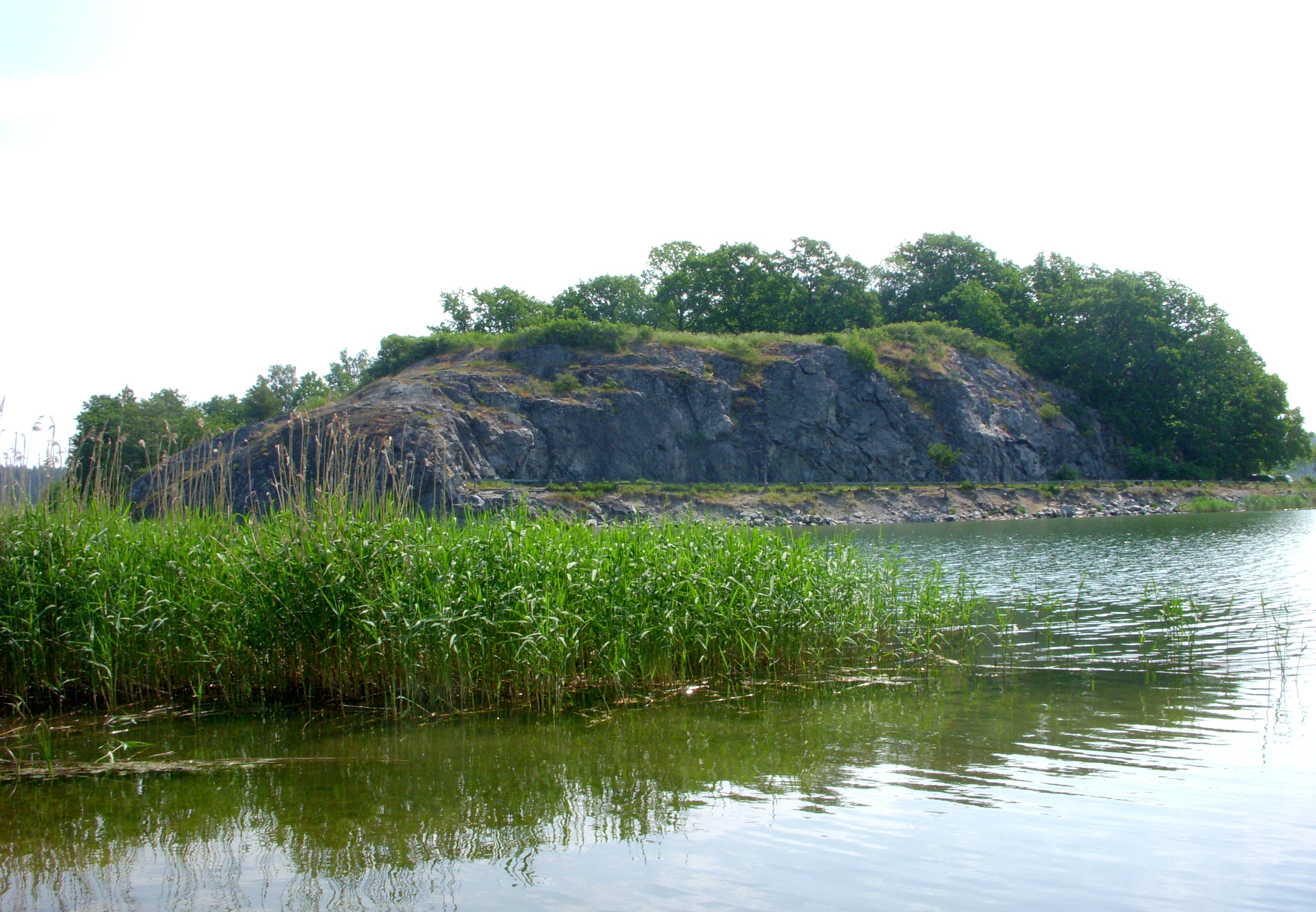
Vy mot öst, bergsklacken med resterna av Kasholmsskansen. I förgrunden syns Pålsundet.

Kasholmsskansen låg på toppen av en bergsklack, direkt öster om Pålsundet. Anläggningen var uppbyggd som ett tenaljverk (i vinkel uppförd vall avsedd för försvar) och ett antal bastioner anordnade som en oregelbunden polygon. Planmåttet låg vid 120x90 meter. I innergården fanns flera mindre byggnader. 
Det befarade polska anfallet kom aldrig och skansarna fick förfalla. I samband med krigsutbrottet mot Danmark 1657 moderniserades skansarna vid Hölö och Kasholmen “i hast och allvar” under ledningen av fortifikationsingenjören Johan Peter Kirstenius (son till Petrus Kirstenius).
Under förmyndarregeringen efter Karl X Gustav förföll skansarna igen på grund av saknade medel. Men vid nästa krig med Danmark 1675 skulle skansarna “med all flit uppbyggas och repareras”. Arbetena leddes då av Erik Dahlbergh.
År 1740 skrev befästningskommissionen bland annat följande om skansen: Denna lilla skans är till detta inloppets försvar tämligen väl situerad, allenast att hon ligger något högt över vattenhorisonten; likväl som trängsta passagen ligger 240 alnar ifrån skansen, kan höjden på en sådan distans intet skada.
År 1743 moderniserades båda skansarna med bland annat nya kanonbatterier och krutkällare. För det krävdes 1288 dagsverken och 1266 daler silvermynt. Arbetena utfördes av ”Dahlkarar, Artillerikarlar och Södermanls Bönder”. 1747 redovisades skansarna som ”Provisionelle Skantz- och Batteri - Wärn i Sverige”. Under det följande sekel hade skansarna ingen större militär betydelse och underhölls bara sporadiskt. Förfallet kunde inte stoppas och så avvecklades beväpningen 1757.
Idag (2011) återstår en cirka 190 m lång vall runt krönet av klackens branta sidor mot sundet. Vallen är utformad som en platå och terrasserad av jord. Inifrån är vallen utan större höjd men sedd utifrån har den en höjd av maximal 3 meter och en bredd av cirka 10 meter. Nedanför vallen finns rester av en vallgrav. Anläggningen är till stora delar övervuxen av buskage.